# -logy
-logy （-ロジー） は、英語の接尾辞のひとつ。「〜話」、「〜論」、「〜説」、「〜学」、「〜科学」などを意味する。「〜学」と訳されている場合が多いが、そうでないものもかなり多い。

## 形式
「.... + logy」もしくは「 .... + ology」の形で用いる。（例. myth + ology　→ mythology 神話（学） ）

## 意味、訳語、カタカナ表記
logyは、ギリシア語のλεγειν（レゲイン、話す）という動詞から派生した名詞λόγος（ロゴス）に接辞の-ίαがついたλογία（ロギア）の英語読みである。
ロゴスの意味としては、(1)「お話（はなし）」、「言葉」などと (2)「論理」、「摂理」などがあった。
したがって"-logy"がさし指す内容にはそれなりの広がりがあり、日本語の訳としては「〜話」、「〜論」、「〜説」、「〜学」、「〜科学」などの訳語が当てられる。(韓国語、中国語等でも同様の漢字が割り当てられていることが多いようである)
どの訳語がふさわしいかについて議論になることがある。翻訳には翻訳者の判断が入り込むからである。最初から「logy」→「〜論」とほぼ機械的に訳語を当てて統一しておけば混乱は無かった、とする主張もあるが、それはそれで問題が生じる。また今となっては実現は困難であろう。
訳語の混乱を避けるために、翻訳ではなく（単に音をうつした）カタカナ表記を採用する例も多い。（例.Ethology→エソロジー。動物行動学の項参照。）

## ヨーロッパ諸語の　logy
ヨーロッパ諸語では、英語の-logyと類似の接尾辞で、同様の意味を表している。以下のとおり。
- 独　-logie
- 仏 -logie
- 西　-logía
- 伊　-logia
- ポルトガル語-logia
- ラテン語 -logia

注. これらのヨーロッパ諸語では、ある他国で、-logy系の造語が新たに出現したのに対応する場合でも、日本語のように翻訳の問題は起きたりはしない。ただlogie、logia、logyなどと置き換えるだけだからである。

## 容易な造語、学問・科学への成長
「xxx + logy」という形式の言葉には、数百年以上の歴史を持つ由緒正しいものから、まだほんの数年程度の歴史しか持たない新しいものまである。
さらに言うならば、ヨーロッパ各国では何かしらひとつテーマを定めて話せば、そのお話を半ばユーモアを込めて" -logy"と呼ぶようなことが、日常的に行われている。例えば誰かがパブで、ビールについて熱く語りつづけていれば、それをユーモアを込めて"beer-ology"（ビアロロジー）などと呼んだりする。すなわち何でも名詞があれば + logy（あるいは+ology）で造語が簡単にできる。Cat（猫）についてのお話や研究はCat-ology（キャトロジー）。Wikiについての話や研究は、"Wiki-ology"（ウィキオロジー）といった要領である。これについては、日本語でも同様である。名詞があれば後ろに「論」「学」等をつけるだけで造語できる。上記の例に則れば、「猫論」や「ビール学」などと言えるのである。
このように、辞書には掲載されてはいないが、誰かによってどこかで使われている「xxxx + ology」 が、実際には無数に存在しているのである。そのような生まれたばかりの 「xxx + ology」の中から、やがて内容が充実し、方法論を整えられ学や科学にまで育ち、辞書に掲載されたり、大学の学科として実際に設置されるものが出てくるのである。
全ての学問を表す単語が「xxx + logy」という形式であるとは限らない。「mathematics(数学)」「physics(物理学)」「economics(経済学)」のように接尾辞「-ics」が付くもの、「chemistry(化学)」「dentistry(歯学)」「geography(地理学)」「engineering(工学)」のようにその他の接尾辞が付くもの、「philosophy(哲学)」「law(法学)」「medicine(医学)」「pharmacy(薬学)」のように接尾辞が付かないものなど様々である。

## logyのつく単語の一覧

### A
- Acarology：ダニ学
- Acridilogy：バッタ学
- Actinobiology：放射線生物学
- Actinology：化学線学
- Aerobiology：空中生物学
- Aerology：高層気象学
- Aeropalynology：花粉飛散学
- Aetiology：病因学
- Agnoiology：未知学
- Agrobiology：農業生物学
- Agrology：アグロロジー、農学（特にカナダで用いる）、土壌学
- Agrostology：草本学
- Algology：藻類学
- Allergology：アレルギー科（医療の一部門）
- Amphibiology：両生類学
- Andrology：男性科
- Anesthesiology：麻酔科
- Angelology：天使学
- Angiology：脈管学
- Anthropology：人類学
- Apiology：ハチ学、養蜂学
- Arachnology：蜘蛛学
- Araneology：クモ類学
- Archaeology：考古学
- Archaeozoology：古動物学
- Areology：火星学
- Arthropodology：節足動物学
- Assyriology：アッシリア学
- Astacology：ザリガニ学
- Asteroseismology：星震学
- Astrobiology：宇宙生物学
- Astrogeology：天体地理学
- Astrology：占星術、 原始天文学（注.今の科学的天文学はastronomy）
- Atmology：蒸発学
- Atomology：原子論
- Audiology：聴覚学
- Autecology：個体生態学
- Auxology：生長学
- Axiology：価値論

### B
- Bacteriology：バクテリア学
- Balneology：温泉学
- Batrachology：両生類学
- Bioclimatology：生物気候学
- Biogeomorphology：地形生物学
- Bioecology：環境生物学
- Biometeorology：気象生物学
- Biology：生物学
- Boxology：図線学
- Bryology：蘚苔学

### C
- Caliology：鳥巣学
- Campanology：鐘学
- Carcinology：甲殻類学
- Cardiology：心臓学、循環器学
- Cariology：細胞学
- Carpology：果実学
- Cereology：ミステリーサークル学、論
- Cetology：クジラ学、鯨類学
- Characterogy：性格学
- Chelonology：カメ学
- Christology：キリスト学、キリスト論　(神学の一部)
- Chorology：分布学
- Chronology：年代学、時間論
- Cirripedology：フジツボ学
- Climatology：気候学
- Codicology：写本学
- Coleopterology：甲虫学
- Coniology（Koniology）：塵埃学
- Conchology：貝類学
- Cosmology：世界論、宇宙論
- Cosmetology：化粧
- Craniology：頭蓋学
- Criminology：犯罪学
- Crustaceology：甲殻類学
- Cryology：氷雪学
- Cryptology：暗号学
- Cryptozoology：未確認動物学
- Cynology：イヌ学
- Cytomorphology：細胞形態学
- Cytology：細胞学

### D
- Deltiology：ハガキの収集
- Demontology：悪魔学
- Dendrochronology：年輪年代学
- Dendrology：樹学
- Dermatology：皮膚科
- Dermatophatology：皮膚病理学
- Desmology：靭帯学
- Dialectology：方言学
- Dipterology：ハエ学
- Dosology：投薬学、薬量学

### E
- Ecclesiology：教会学、教会論
- Ecogeomorphology：地理生物学
- Ecohydrology：水文学
- Ecology：環境学
- Ecophysiology：物理環境学
- Edaphology：栽培土壌学
- Egyptology：エジプト学
- Electrophysiology：電気生理学
- Embyrology：胚胎学
- Emetology：嘔吐科
- Endocrinology：内分泌学
- Enigmatology：パズル学
- Enology（Oenology）：醸造学、製酒学、酒学
- Entomology：昆虫学
- Enzymology：酵素学
- Epidemiology：疫学
- Epistemology：認識論
- Escapology：罠抜け、脱出術
- Eschatology：終末論
- Ethnology：民族学、文化人類学
- Ethnomusicology：民族音楽学
- Ethology：動物行動学
- Etiology(Aetiology)：価値論
- Etymology：語源学、語源の説明、語源
- Eulogy：諡号、お世辞
- Evolutionary biology：進化学
- Evolutionary psychology：進化心理学
- Exobiology：地球外生物学（宇宙生物学）

### F
- Feliology：ネコ学
- Foetology：胎児学
- Formicology：アリ学
- Fujiology：富士学

### G
- Garbology：ゴミ学
- Gastrology、Gastroenterology：消化器科
- Gemmology：宝石学
- Genealogy：系譜学
- Genecology：種生物学
- Geobilogy：地理生物学
- Geochronology：地球年代学
- Geology：地球科学、地学、地質学
- Geomorphology：地形学
- Gerontology：老年学、老人学
- Glaciology：氷河学
- Grammatology：表記論
- Graphology：筆跡学、 筆跡鑑定
- Gynaecology：婦人科

### H
- Haematology（Hematology）：血液学
- Heliology：太陽学、恒星学
- Helioseismology：日震学
- Helminthology：寄生虫学
- Henology：一神論
- Hepatology：肝臓科
- Herbology：薬草学、漢方薬
- Herpetology：爬虫類学、両生類学
- Heteroptology：カメムシ学
- Histology：組織学
- Histopathology：組織病理学
- Historiology：史学学
- Horology：年代学
- Homology：ホモロジー
- Hungarology：ハンガリー学、マジャル学
- Hydrology：水文学
- Hydrogeology：地水学
- Hypnology：睡眠学

### I
- Ichtyology：魚類学
- Ichnology：足跡化石学
- Ideology：イデオロギー
- Immunology：免疫学
- Islamology：イスラーム教学、イスラム学

### J
- Japanology：日本学
- Judeology：ユダヤ学

### K
- Karyology：核形学
- Killology：殺人学
- Kinesiology：運動学
- Kremlinology：クレムリノロジー、クレムリン政治学、ソ連学
- Kymatology：波動学

### L
- Laryngology：咽喉科
- Lepidopterology：蛾蝶学、鱗翅学、鱗翅類学
- Lexicology：語彙論、語彙の説明
- Lichenology：地衣類学
- Limnology：湖沼学
- Lithology：岩石学
- Ludology：テレビゲーム学
- Lymphology：リンパ学

### M
- Malacology：軟体動物学
- Mammalogy：哺乳類学
- Melissopalynology：蜜源花粉学
- Mereology：種類論
- Meteology：気象学
- Methodology：方法論
- Metrology：計測学
- Micrology：微視的な研究
- Microbilogy：微生物学
- Mineralogy：鉱物学
- Mixology：カクテル学
- Molinology：風車学、水車学
- Monadology：ライプニッツのモナド説
- Morphology：形態学、形態論
- Musicology：音楽学
- Mycology：真菌学
- Myology：筋肉学
- Myriapodology：多足類学
- Myrmecology：アリ学
- Mythology：神話学、神話研究、神話体系（=神話）

### N
- Nanotechnology：ナノ単位の微細なものを扱う技術、ナノテク。
- Nematology：線虫学
- Neonatology：新生児科
- Nephology：雲学
- Neurology：神経学
- Neuropathology：神経病理学
- Neurophysiology：神経生理学
- Nosology：疾病分類学
- Numerology：数占い
- Nobelprizology：ノーベル賞研究学

### O
- Oceanology：海洋学
- Odonatology：トンボ学
- Odontology (Dentistry)：歯科
- Oenology（Enology）：酒学、製酒学
- Oncology：腫瘍学
- Oneirology：夢学
- Ontology：存在論
- Oology：鳥卵学
- Ophthalmology：眼科
- Organology：楽器学、臓器学
- Ornithology：鳥類学
- Orthokeratology：オルソケラトロジー
- Orthopterology：直翅目の昆虫の研究、バッタ学、コオロギ学、直翅類学
- Orology：山岳学、山岳研究
- Osteology：骨学
- Otology：耳科
- Otolaryngology、Otorhinolaryngology：耳鼻咽喉科

### P
- Paleontology：古生物学
- Paleoanthropology：古人類学
- Paleoclimatology：古気候学
- Paleoecology：古環境学
- Paleopalynology：古花粉学
- Palynology：花粉学
- Pathology：病理学、病態学
- Pathophysiology：病態生理学
- Pedology：立地土壌学
- Pedology：児童学
- Penology：刑学
- Personology：人相学
- Petrology：岩石学
- Pharmacology：薬学
- Phenology：季節学
- Phenomenology：現象学
- Phlebology：血管科
- Pholology：音声学
- Phrenology：骨相学
- Pomology：果実学
- Psychobiology：心理生物学
- Psychopharmacology：精神に影響する薬物を扱う研究、向精神薬学
- Psychophysiology：心理生理学
- Physiology：生理学
- Phytology：植物学
- Planetology：惑星学
- Planktology：プランクトン学
- Pneumology：呼吸器科
- Posology：薬量学
- Primatology：サル学、霊長類学
- Pulmonology：呼吸器科
- Pyrology：火の研究

### R
- Radiology：放射線学
- Rheology：日本でもそのままレオロジー。流動学とも訳される。
- Reflexology：リフレクソロジー、反射療法（足裏への手技療法）
- Reptilology：爬虫類学
- Reptology：爬虫類学
- Rheumatology：リウマチ科
- Rhinology：鼻科

### S
- Sarcology：軟組織学
- Scatology：糞尿学、糞尿好き（の行為）
- Scorpiology：サソリ学
- Sedimentology：堆積学
- Seismology：地震学
- Selenology：月学
- Semiology：記号学
- Serology：血清学
- Serpentology：ヘビ学
- Sexology：性科学、性論、性のお話
- Sinology：中国学
- Sirenology：海牛学、海牛類学
- Sitiology：食事学、ダイエット研究
- Sociology：社会学
- Somnology：睡眠学
- Soteriology：救済論
- Sovietology：ソ連学
- Speleology：洞窟学
- Splanchology：内臓学
- Sporalogy：ニルス・ムステリンによるちゃかした星占い、パロディー
- Stemmatology：校定学
- Stomatology：口腔科
- Symptomatology：症候学、徴候学

### T
- Technology：テクノロジー
- Teleology：目的論
- tephrochronology：テフロクロノロジー、火山灰編年学
- Teratology：奇形学
- Terminology：用語論、語法、言葉の使い方の説明
- Thanatology：死生学、死生論（人間の死にまつわる学問）
- Theriology：哺乳類学
- Thermology：熱学
- Theology：神学
- Thremmatology：交配学
- Tidology：潮汐学
- Tocology：妊娠学
- Tonology：音調学
- Topology：位相幾何学
- Toxicology：毒物学
- Traumatology：外傷科
- Traumatopsycology：精神的なトラウマの研究
- Tribology：摩擦学
- Trichology：頭髪学
- Trichopterology：トビケラ学
- Typology：分類学、類型論

### U
- Urology：泌尿器科
- Ufology：UFO学、UFO話、UFO研究

### V
- Vaccinology：ワクチン学
- Venereology：性病学
- Vermeology：寄生虫学
- Victimology：犯罪の被害の研究
- vexillology：旗章学
- Virology：ウイルス学
- Volcanology、vulcanology：火山学

### X
- Xenobiology：地球外生物学
- Xylology：樹学、木材学

### Z
- Zoology：動物学
- Zymology：発酵学